# Грин Лејн (Пенсилванија)
Грин Лејн (енгл. Green Lane) град је у америчкој савезној држави Пенсилванија.

## Демографија
По попису из 2010. године број становника је 508, што је 76 (-13,0%) становника мање него 2000. године.
| Група             | 2000.       | 2010.       |
| Белци             | 563 (96,4%) | 490 (96,5%) |
| Афроамериканци    | 6 (1,0%)    | 10 (2,0%)   |
| Азијати           | 0 (0,0%)    | 1 (0,2%)    |
| Хиспаноамериканци | 6 (1,0%)    | 5 (1,0%)    |
| Укупно            | 584         | 508         |